# Guajará-Mirim (microregio)
Guajará-Mirim is een van de 8 microregio's van de Braziliaanse deelstaat Rondônia. Zij ligt in de mesoregio Madeira-Guaporé en grenst aan de microregio's Alvorada d'Oeste, Ji-Paraná, Cacoal en Porto Velho. De microregio heeft een oppervlakte van ca. 42.325 km². In 2006 werd het inwoneraantal geschat op 71.427.
Drie gemeenten behoren tot deze microregio:
- Costa Marques
- Guajará-Mirim
- São Francisco do Guaporé

Mesoregio's: Leste Rondoniense · Madeira-Guaporé

Microregio's: Alvorada d'Oeste · Ariquemes · Cacoal · Colorado do Oeste · Guajará-Mirim · Ji-Paraná · Porto Velho · Vilhena